# DTDP-galattosio 6-deidrogenasi
La dTDP-galattosio 6-deidrogenasi è un enzima appartenente alla classe delle ossidoreduttasi, che catalizza la seguente reazione:
dTDP-D-galattosio + 2 NADP+ + H2O ⇄ dTDP-D-galatturonato + 2 NADPH + 2 H+